# Pierrevillers
Pierrevillers (Duits: Petersweiler) is een gemeente in het Franse departement Moselle (regio Grand Est). Pierrevillers telde op 1 januari 2022 1.460 inwoners.

## Geschiedenis
Het dorp werd in 960 voor het eerst genoemd en had toen de naam Petraevillare, de Duitse vertaling hiervan is Petersweiler.
In de 13e eeuw was de huidige  kerk , een kapel van de tempeliers. Ze hadden een commanderij in Pierrevillers en waren houders van de heerlijkheid, na een legaat dat hen in 1213 werd verleend door de graaf Theobald I van Bar uit het Lotharische Bar-le-duc.
Het huidige gerechtshof van de Tempeliers, dat in Pierrevillers gewoonlijk "het Hof" wordt genoemd, vormde destijds de kern van het dorp waar de commanderij, de zetel van de heerlijkheid, de kerk en andere gebouwen van de Tempeliers zich bevonden. Deze commanderij had een zeker belang , omdat ze naast haar bezit in Petersweiler nog andere eigendommen en rechten had in verschillende naburige steden. In de veertiende eeuw, na het verdwijnen van de Orde van de Tempeliers in West-europa , werden de goederen van de orde toegewezen aan de Orde van de Hospitaalridders. Deze nieuwe orde behield de rechten van heerlijkheid tot de Franse Revolutie, maar de commanderij was minder belangrijk dan onder de Tempeliers.
De reden dat in het dorpswapen het Maltezer kruis te vinden is heeft dus te maken met de toenmalige Commanderij van de Orde van Malta
De gemeente maakt sinds 22 maart 2015 deel uit van het kanton Rombas. Daarvoor hoorde het bij het kanton Marange-Silvange, dat toen opgeheven werd. Het arrondissement Metz-Campagne fuseerde met het arrondissement Metz-Ville tot het huidige arrondissement Metz.

## Geografie
De oppervlakte van Pierrevillers bedroeg op 1 januari 2022 5,83 vierkante kilometer; de bevolkingsdichtheid was toen 250,4 inwoners per km².

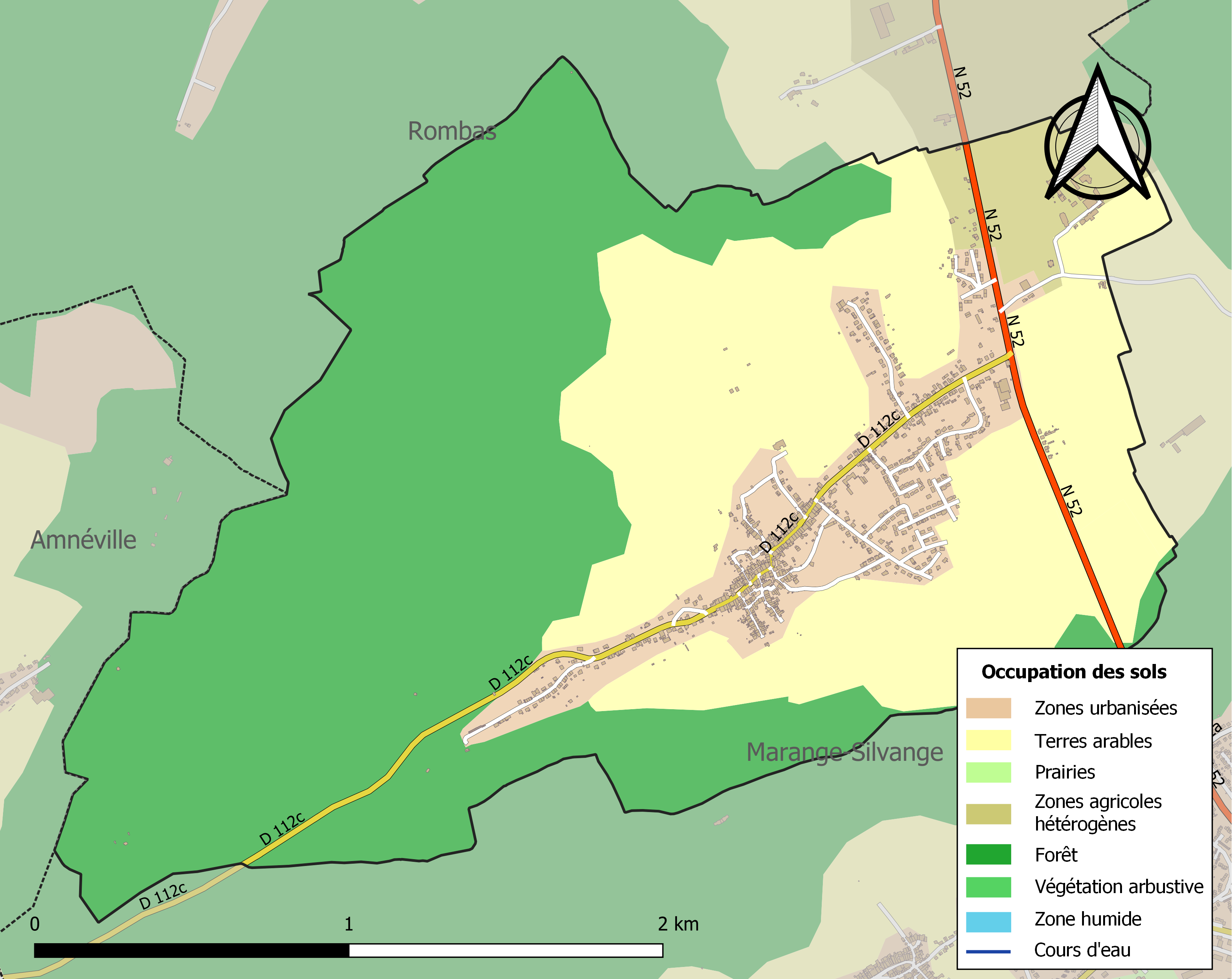
Kaart van de gemeente met de belangrijkste infrastructuur, bodemgebruik en omliggende gemeenten

## Demografie
Onderstaande figuur toont het verloop van het inwonertal (bron: INSEE-tellingen).